# Бемар, Ян Готхельф
Ян Го́тхельф Бе́мар, немецкий вариант — Йоганн Готхельф Бёмар (в.-луж. Jan Gotthelf Běmar, нем. Johann Gotthelf Böhmer, 11 марта 1704 года, деревня Будестецы, курфюршество Саксония — 29 апреля 1747 года, Будишин, курфюршество Саксония) — лютеранский священнослужитель и серболужицкий писатель.

## Биография
Родился 11 марта 1704 года в деревне Будестецы в семье лютеранского пастора и серболужицкого переводчика Библии Яна Бемара. После окончания будишинской гимназии изучал теологию Йене и Лейпциге. В 1734 году был назначен настоятелем в лютеранский приход в селе Рыхвалд. В 1738 году был переведён настоятелем в деревню Горни-Вуезд и с 1745 года служил диаконом в церкви святого Петра в Будишине.
В 1732 году издал в Будишине сочинение «Přidawk k tym němskim a serskim kyrlišowym kniham» и позднее — сборник церковных песнопений. Его книга «Wučba wot spočatka toho křesćijanstwa» имела популярность и до середины XIX века вышло десять её изданий.
Старший брат Яна Готхольда и Яна Готтрау.